# Bram Stoker's Dracula's Curse
Pour plus de détails, voir Fiche technique et Distribution.
Bram Stoker's Dracula's Curse (La Malédiction de Dracula, de Bram Stoker) est un film d'horreur américain réalisé par Leigh Scott, sorti en 2006. Bien qu’il comporte le nom de Bram Stoker dans son titre, le film n’est pas directement basé sur l’une de ses œuvres. Ce n’est pas non plus un mockbuster du film Bram Stoker's Dracula (1992), mais le film partage des similitudes avec des films tels que Blade: Trinity, Dracula 2000, Underworld 2 : Évolution et Van Helsing. Le film partage également certaines similitudes avec le film d’horreur de la Hammer Comtesse Dracula (1971), qui met également en vedette une femme fatale à la Dracula dans le rôle principal.

## Synopsis
Le film se déroule dans une ville non identifiée (probablement New York) de nos jours, et suit les personnages de Rufus King (Thomas Downey) et Jacob Van Helsing (Rhett Giles). Tous deux ont remarqué les récentes attaques subies dans la ville, la nuit, par des adolescents. Van Helsing se rend compte que les attaques sont faites par un groupe de vampires dirigés par une étrangère nommée Comtesse Bathory (Christina Rosenberg). Elle a décidé d'utiliser les humains pour nourrir son clan de vampires en pleine croissance, et à terme prendre le contrôle de la ville, tout en utilisant son pouvoir croissant pour gagner les pouvoirs du « Maître ». En découvrant le plan de Bathory, Van Helsing et King commencent à traquer et à détruire les vampires un par un, jusqu’à ce qu’ils affrontent finalement la comtesse elle-même. Ils doivent la tuer une fois pour toutes, avant que son mal ne permette à la malédiction de Dracula d'infecter la ville et toute la race humaine.

## Distribution
- Thomas Downey : Rufus King
- Eliza Swenson : Gracie Johannsen
- Rhett Giles : Jacob Van Helsing
- Christina Rosenberg : Comtesse Bathory
- Jeff Denton : Rafe
- Amanda E. Barton : Darvulia
- Tom Nagel : Rick Tattinger
- Rebekah Kochan : Trixie McFly
- Sarah Hall : Sadie McPherson
- Derek Osedach : Jimmy "The Kid" D'Amico
- Chriss Anglin : Rich "Nebraska" Zulkowski
- Sarah Lieving : Alex Deveraux
- Griff Furst : Konstantinos
- Justin L. Jones : Vampire
- Marie Westbrook : Anastasia Ravenwood
- Marat Glazer : Ivan Iwazkiewicz
- Vaz Andreas : Tsorak
- Jennifer Lee Wiggins : Dorthea
- Vanessa Rooke : Katarina
- Noel Thurman : Denise
- Erica Roby : Christina Lockheart
- David Schick : Lord Treykahn
- Leigh Scott : Le Vieux
- Mia Moretti : Juditha
- Joanna Houghton : Helena
- Ella Holden : Abigail Johannsen
- Troy Thomas : Orlock
- Ruffy Landayan : Lau
- Monique La Barr : Erzsi
- Katayoun Dara : Lexy
- Kat Ochsner : Magdalena
- Crystal Napoles : Selene[1]

## Réception critique
La réaction critique va de mitigée à positive. Scott Foy, de Dread Central, a écrit : « Bram Stoker’s Dracula’s Curse n’est pas un mauvais film. Si vous cherchez un film de vampire taillé dans le même tissu que Vampire : La Mascarade ou la série télévisée éphémère Kindred : Le Clan des maudits, vous allez probablement trouver Bram Stoker’s Dracula’s Curse, mais vous aurez besoin d’un peu de patience.
Patrick Luce de Monsters and Critics a déclaré : « Bien que parfois certains acteurs soient un peu raides et que les effets spéciaux manquent un peu, Bram Stoker’s Dracula’s Curse (...) est toujours rempli de suffisamment de combats d’armes à feu, de combats à l’épée et d’action de vampires pour offrir un tour de montagnes russes d’un film « pop-corn » amusant. »
La critique de Trash City a déclaré : « Bien que loin de la perfection, si vous avez aimé Hellsing (l’anime) ou Ultraviolet (la série télévisée britannique), alors cela sera probablement toujours intéressant, et est divertissant en tant que tel. Mais si vos goûts vont plus dans le style rapide et furieux du cinéma de vampires que Hollywood préfère actuellement, alors c’est probablement moins recommandé »
La critique de Horror DNA a déclaré : « [C’est] le meilleur film que The Asylum ait à offrir. (…) Scott a créé quelque chose de lisse dans Bram Stoker’s Dracula’s Curse. C’est un point de départ idéal pour ceux qui veulent plonger dans le monde des films à petit budget. »
Le film a un score d’audience de 29% sur Rotten Tomatoes.